# Plompetoren (Utrecht)

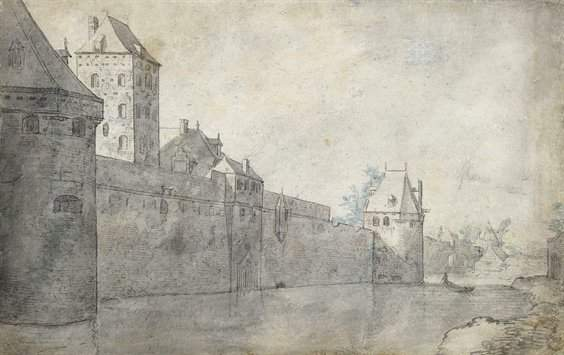
De hoge Plompetoren van buiten de stadsmuur rond 1615 getekend. Links en rechts in de tekening de waltorens De Vos en De Beer (J.C. Droochsloot)

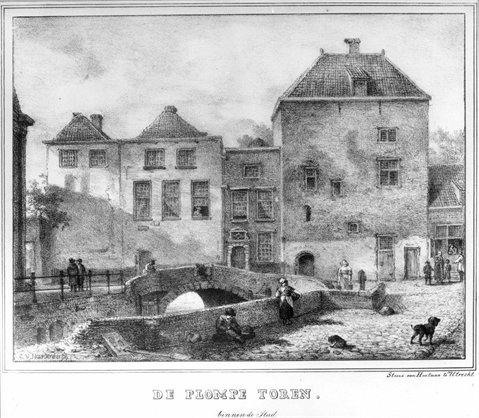
De verlaagde Plompetoren (rechts) in de stad kort voor de afbraak bij de toegang van de buitengracht naar de Plompetorengracht (ca. 1828, C. van Hardenbergh).

De Plompetoren was een toren die vanaf de middeleeuwen deel uitmaakte van de verdedigingswerken van de stad Utrecht.
Deze 12e-eeuwse tufstenen toren bevond zich in het noorden van de oude stad waar later de Plompetorengracht door de stadsmuur uitmondde in de verdedigingsgracht om de stad (Stadsbuitengracht).
Het bouwwerk werd 's nachts bewaakt door het gilde der marslieden (marktkooplieden). Vanaf 1391 veranderde de naam Marsluydentoorn in Plompetoren. Na 1470 werd de toren deels verhuurd als gevangenis.
Bij de toren stonden aan weerszijden van de toegang tot de oostelijke binnenstadsgrachten nog de waltorens De Beer en vanaf omstreeks 1530 tevens De Vos. Een verdere versperring van de toegang over het water daar vormde een neerlaatbaar hekwerk. Wegens het ontbreken van een goede fundering verzakte de toren. In 1757 werd de Plompetoren met drie verdiepingen verlaagd waardoor hij nog een derde van zijn hoogte behield.
Toen vanaf de eerste helft van de 19e eeuw Utrecht sterk begon te groeien en de Nieuwe Hollandse Waterlinie bij de stad werd aangelegd, werd een groot deel van de oude vestingwerken van de stad gesloopt en ook de Plompetoren ondervond dit lot in 1832.